# Marcus Arrecinus Clemens (préfet en 70)
Marcus Arrecinus Clemens (fl Ier siècle), était un sénateur qui a servi comme préfet de la garde prétorienne à Rome.

## Éléments biographiques
Arrecinus Clemens naît dans une famille de rang équestre de Pisarum (Italie).
Il est le fils homonyme de Marcus Arrecinus Clemens, préfet du prétoire sous Caligula, à l'assassinat duquel il participe et de Julia, probable sœur de Lupus, assassin de Cæsonia Milonia.
Sa sœur est Arrecina Tertulla, première femme de l'empereur Titus.
Bien qu'il soit membre du Sénat, il est placé à la tête de la garde prétorienne comme préfet du prétoire, en 70 et en 71, par l'allié politique du nouvel empereur Vespasien, Gaius Licinius Mucianus, car son prédécesseur, Arrius Varus devient trop influent. Selon Tacite, Clemens est choisi parce que son père, Marcus Arrecinus Clemens, a honorablement commandé la garde pendant le règne de l'empereur Caligula, de 38 à son meurtre, le 24 janvier 41. Après l'arrivée triomphale de Vespasien à Rome, il continue à occuper ce poste jusqu'en juin 71, moment où Titus, fils de l'empereur, le remplace au poste de préfet du Prétoire.
Par la suite, Clemens est l'un des consuls suffect en 73. Il gouverne la province de Tarraconaise (nord de l'Hispanie) puis est une seconde fois consul II, en 85, et est nommé Préfet de Rome, en 86.
Sa troisième nomination au consulat III, en 94, précède de peu son arrestation. Au même moment, Domitien s'en prend à plusieurs autres membres de la famille flavienne, accusés d'être chrétiens, ou pour mœurs juives, ou pour athéisme, (vers 94-96). Dans la même période Titus Flavius Clemens et Acilius Glabrio sont exécutés, alors que Flavia Domitilla, la nièce du « consul Clément », est exilée sur l'île Pontia. La femme de Titus Flavius Clemens, elle aussi appelée Flavia Domitilla est exilée sur l'île de Pandateria, mais ne semble pas avoir été exécutée. On ignore si Arrecinus est exécuté ou s'il est seulement exilé,. À partir de son arrestation, il disparaît de l'histoire. Par la suite au début du règne de Trajan (98) l'évêque Clément de Rome est lui aussi arrêté et la nièce du consul Clément est exécutée avec plusieurs autres membres de son entourage, tous chrétiens. L'évêque Clément est exilé en Crimée puis exécuté vers 99, selon la tradition chrétienne.

## Arrecinus Clemens ou Arretinus Clemens?
Au IVe livre des Histoires, § 68, Tacite le nomme, non-pas Arrecinus Clemens, mais Arretinus Clemens. Il en est de même de Suétone, ainsi que de toutes les sources antiques qui nous sont parvenues. Sur la base d'une inscription rapportée par Gruter, Orsini est le premier à proposer que son nom soit corrigé en Arrecinus, à la fin du XIXe siècle. Graevius oppose à cela le grand nombre de manuscrits et conclut que c'est l'inscription qui est fautive ; position à laquelle se rangent la majorité des critiques. Mais, par la suite, plusieurs autres inscriptions viennent appuyer la première. L'une d'entre elles confirme l'appellation de « consulaire » que Suétone lui donne, en nous apprenant qu'il a été deux fois consul.
La correction de ce nom permet de connaître le degré de parenté liant Arrecinus Clemens à la famille de Vespasien qui, jusque-là, était inconnu. Suétone écrit dans sa Vie de Titus, § 4, que la première femme du futur empereur est appelée Arrecidia Tertulla et qu'elle est la fille d'un préfet du prétoire ; deux inscriptions rapportées par Muratori (p. 1435 2 et p. 1436) nous apprennent que son véritable nom est Arrecina Tertulla. Arrecinus Clemens est donc le frère de la première femme de Titus et Tacite avait donc toutes les raisons de dire qu'il est lié à la famille de Vespasien.
Tous les auteurs qui se sont trompés sur ces deux noms, écrivent à l'époque de Trajan. Ces erreurs systématiques sur le nom de ces frère et sœur, faites par plusieurs auteurs et maintenues dans tous les manuscrits, indiquent-elles que cet empereur a quelque chose à cacher concernant ces personnages ou tout au moins l'un des deux ?